# Westcott House (Cambridge)

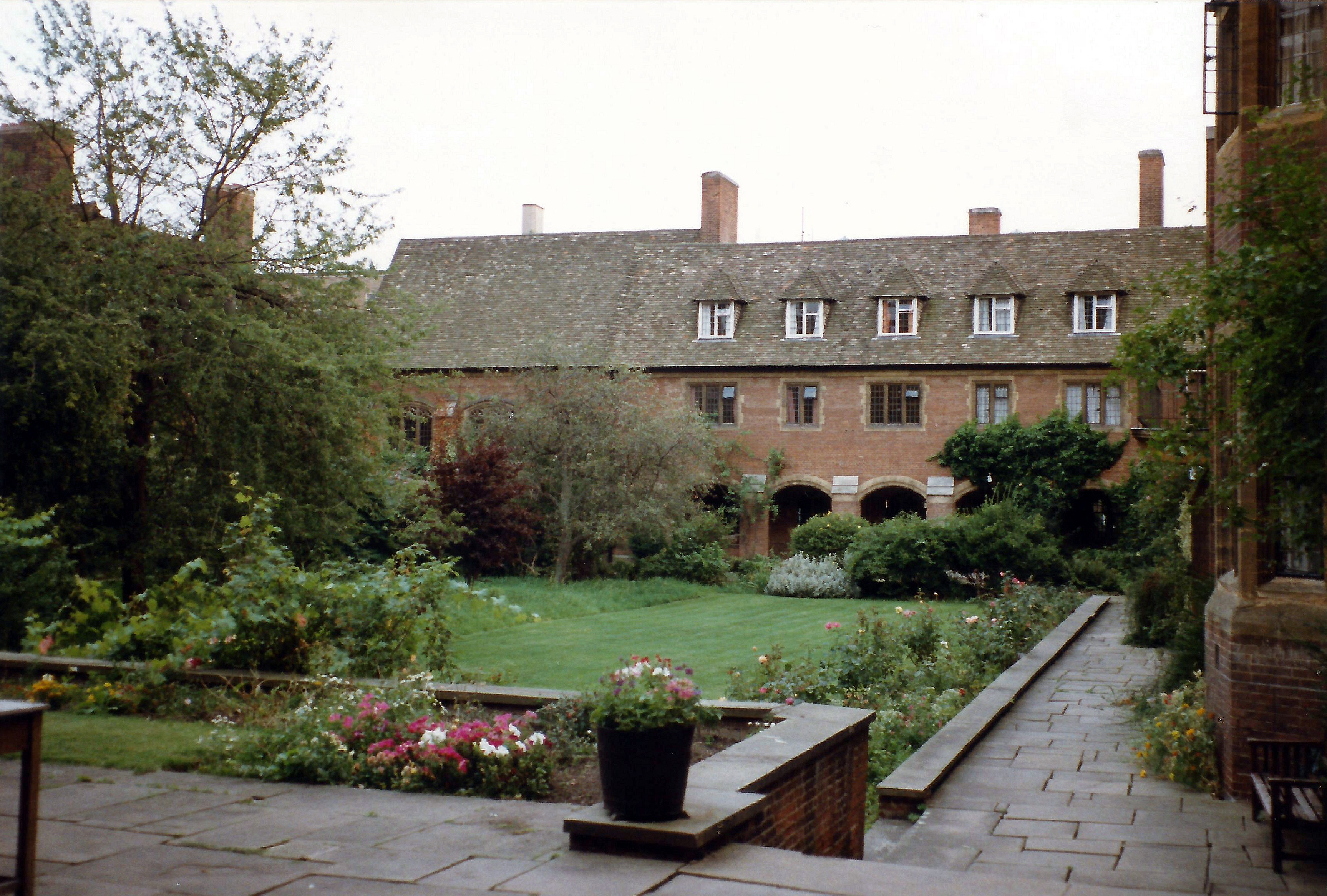
Westcott House, Cambridge

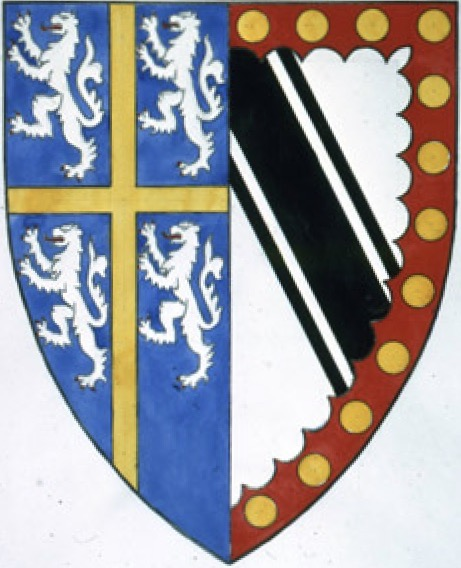
Wapen van Westcott House

Westcott House, Cambridge is een theologisch college (seminarie). Westcott House leidt priesters op voor de Kerk van Engeland en staat in de liberaal anglo-katholieke traditie. Het seminarie is gelegen in het centrum van de stad Cambridge.
Westcott House maakt met verschillende andere seminaries in Cambridge deel uit van de Cambridge Theological Federation (CTA).
Het seminarie werd in 1881 opgericht en is vernoemd naar bisschop Brooke Foss Westcott (1825-1901). 

## Lijst van directeuren van Westcott House
De directeuren van Westcott House dragen de titel van principal.
- 1887-1901: Frederic Chase
- 1901-1911: Henry Knight
- 1911-1916: Charles Lambert

1916-1919: Gesloten gedurende de Eerste Wereldoorlog
- 1919-1943: Bertram Cunningham
- 1943-1947: William Greer
- 1948-1961: Kenneth Carey
- 1962-1972: Peter Walker
- 1972-1981: Mark Santer
- 1981-1993: Rupert Hoare
- 1993-2006: Michael Roberts
- 2006-2015: Martin Seeley
- 2015-2019: Chris Chivers[2][3]
- 2019–2020 (waarnemend): Paul Dominiak, Vice-Principal[3]
- 2020-2021 (interim): Tim Stevens[4]
- 2021–present: Helen Dawes[5]